# 富士通レディース
富士通レディース（ふじつうレディース）は、毎年10月第2週から第3週に行われる富士通主催、日本女子プロゴルフ協会公認による女子ゴルフトーナメントの一つである。

## 概要
1983年に「富士通クイーンズカップゴルフトーナメント」として設立し、1985年から現在の名称になった。長年にわたって、千葉県市原市の浜野ゴルフクラブで行われてきたが、1998年以降、千葉市緑区にある東急セブンハンドレッドクラブ西コースに舞台を移して行われている。
2020年現在、賞金総額1億円、優勝賞金1800万円。
出場資格は、日本女子プロゴルフ協会公認ツアー出場資格基準、同年度日本女子プロゴルフ協会公認ツアーの各優勝者、主催者である富士通が推薦する者。主催者推薦者を決めるのに「チューズデイトーナメント」が開催されている。

## 歴代優勝者
| 開催年                                   | 回数             | 優勝者名             | 開催コース                           |
| 富士通レディース                         | 富士通レディース | 富士通レディース     | 富士通レディース                     |
| ---------------------------------------- | ---------------- | -------------------- | ------------------------------------ |
| 2025年                                   | 第42回           | 不明の旗             | 東急セブンハンドレッドクラブ西コース |
| 2024年                                   | 第41回           | 山下美夢有           | 東急セブンハンドレッドクラブ西コース |
| 2023年                                   | 第40回           | 櫻井心那             | 東急セブンハンドレッドクラブ西コース |
| 2022年                                   | 第39回           | 古江彩佳             | 東急セブンハンドレッドクラブ西コース |
| 2021年                                   | 第38回           | 古江彩佳             | 東急セブンハンドレッドクラブ西コース |
| 2020年                                   | 第37回           | 申ジエ               | 東急セブンハンドレッドクラブ西コース |
| 2019年                                   | 第36回           | 古江彩佳             | 東急セブンハンドレッドクラブ西コース |
| 2018年                                   | 第35回           | 成田美寿々           | 東急セブンハンドレッドクラブ西コース |
| 2017年                                   | 第34回           | テレサ・ルー         | 東急セブンハンドレッドクラブ西コース |
| 2016年                                   | 第33回           | 松森彩夏             | 東急セブンハンドレッドクラブ西コース |
| 2015年                                   | 第32回           | テレサ・ルー         | 東急セブンハンドレッドクラブ西コース |
| 2014年                                   | 第32回           | アン・ソンジュ       | 東急セブンハンドレッドクラブ西コース |
| 2013年                                   | 第31回           | イ・ナリ             | 東急セブンハンドレッドクラブ西コース |
| 2012年                                   | 第30回           | 成田美寿々           | 東急セブンハンドレッドクラブ西コース |
| 2011年                                   | 第29回           | 藤田幸希             | 東急セブンハンドレッドクラブ西コース |
| 2010年                                   | 第28回           | アン・ソンジュ       | 東急セブンハンドレッドクラブ西コース |
| 2009年                                   | 第27回           | ニッキー・キャンベル | 東急セブンハンドレッドクラブ西コース |
| 2008年                                   | 第26回           | 不動裕理             | 東急セブンハンドレッドクラブ西コース |
| 2007年                                   | 第25回           | 横峯さくら           | 東急セブンハンドレッドクラブ西コース |
| 2006年                                   | 第24回           | 全美貞               | 東急セブンハンドレッドクラブ西コース |
| 2005年                                   | 第23回           | 不動裕理             | 東急セブンハンドレッドクラブ西コース |
| 2004年                                   | 第22回           | 服部道子             | 東急セブンハンドレッドクラブ西コース |
| 2003年                                   | 第21回           | 不動裕理             | 東急セブンハンドレッドクラブ西コース |
| 2002年                                   | 第20回           | 中嶋千尋             | 東急セブンハンドレッドクラブ西コース |
| 2001年                                   | 第19回           | 不動裕理             | 東急セブンハンドレッドクラブ西コース |
| 2000年                                   | 第18回           | 大場美智恵           | 東急セブンハンドレッドクラブ西コース |
| 1999年                                   | 第17回           | 服部道子             | 東急セブンハンドレッドクラブ西コース |
| 1998年                                   | 第16回           | 肥後かおり           | 東急セブンハンドレッドクラブ西コース |
| 1997年                                   | 第15回           | 高瀬愛子             | 浜野ゴルフクラブ                     |
| 1996年                                   | 第14回           | 福嶋晃子             | 浜野ゴルフクラブ                     |
| 1995年                                   | 第13回           | 小林浩美             | 浜野ゴルフクラブ                     |
| 1994年                                   | 第12回           | 柴田規久子           | 浜野ゴルフクラブ                     |
| 1993年                                   | 第11回           | 平瀬真由美           | 浜野ゴルフクラブ                     |
| 1992年                                   | 第10回           | パティ・リゾ         | 浜野ゴルフクラブ                     |
| 1991年                                   | 第9回            | 塩谷育代             | 浜野ゴルフクラブ                     |
| 1990年                                   | 第8回            | 西田智恵子           | 浜野ゴルフクラブ                     |
| 1989年                                   | 第7回            | エイミー・ベンツ     | 浜野ゴルフクラブ                     |
| 1988年                                   | 第6回            | 高須愛子             | 浜野ゴルフクラブ                     |
| 1987年                                   | 第5回            | 日蔭温子             | 浜野ゴルフクラブ                     |
| 1986年                                   | 第4回            | 樋口久子             | 浜野ゴルフクラブ                     |
| 1985年                                   | 第3回            | 池淵富子             | 習志野カントリークラブ               |
| 富士通クイーンズカップゴルフトーナメント |                  |                      |                                      |
| 1984年                                   | 第2回            | 吉川なよ子           | 富士ヘルス&カントリークラブ          |
| 1983年                                   | 第1回            | 吉川なよ子           | 富士ヘルス&カントリークラブ          |

## テレビ中継
テレビ朝日系列24局ネットで大会2日目は生中継。最終日は夕方に録画放送を行う。またBSデジタル放送のBS朝日でも放送している（2012年から2021年を除く）。またCS放送のスカイAでは『スカイA ゴルフシリーズ』として同じく大会2日目と最終日の前半9ホールの模様を生中継しており、後日リピート放送も行われる。またパ・リーグTVが提供するインターネット中継を2015年大会で初めて生中継と録画中継された。
しかし2022年は当該週に男子のアメリカPGAツアー大会の「ZOZO CHAMPIONSHIP」が開催され、テレビ朝日系でも放送されたため、2日目・最終日ともに録画中継を実施。